# Elva kvinnor i ett hus
Elva kvinnor i ett hus— en español: Once mujeres en una casa y en inglés: «Eleven Women In One House»—, es el quinto álbum de estudio de la cantante sueca Agnetha Fältskog (quien fuera parte de ABBA), grabado el 1 de diciembre de 1975. Fue el quinto y último álbum de larga duración en solitario de la cantante.

## Listado

### Lado A
| Side A |                                            |                |                                |                                      |          |  |
| N.º    | Título                                     | Letras         | Música                         | Title (English translation)          | Duración |  |
| 1.     | «S.O.S.» (Swedish version)                 | Stig Anderson  | Benny Andersson, Björn Ulvaeus |                                      | 3:23     |  |
| 2.     | «En egen trädgård»                         | Bosse Carlgren | Agnetha Fältskog               | A Garden Of My Own                   | 2:35     |  |
| 3.     | «Tack för en underbar, vanlig dag»         | Bosse Carlgren | Agnetha Fältskog               | Thanks For A Wonderful, Ordinary Day | 2:38     |  |
| 4.     | «Gulleplutt» (Swed. version of "Golliwog") | Bosse Carlgren | Agnetha Fältskog               | Little One                           | 2:50     |  |
| 5.     | «Är du som han?»                           | Bosse Carlgren | Agnetha Fältskog               | Are You Like Him?                    | 2:50     |  |
| 6.     | «Och han väntar på mej»                    | Bosse Carlgren | Agnetha Fältskog               | And He Is Waiting For Me             | 3:01     |  |

### Lado B
| Side B |                                              |                |                  |                             |          |  |
| N.º    | Título                                       | Letras         | Música           | Title (English translation) | Duración |  |
| 1.     | «Doktorn!»                                   | Bosse Carlgren | Agnetha Fältskog | Doctor!                     | 2:52     |  |
| 2.     | «Mina ögon» (Swed. version of "Disillusion") | Bosse Carlgren | Agnetha Fältskog | My Eyes                     | 3:02     |  |
| 3.     | «Dom har glömt»                              | Bosse Carlgren | Agnetha Fältskog | They Have Forgotten         | 3:45     |  |
| 4.     | «Var det med dej?»                           | Bosse Carlgren | Agnetha Fältskog | Was It With You?            | 3:32     |  |
| 5.     | «Visa i åttonde månaden»                     | Bosse Carlgren | Agnetha Fältskog | Song In The Eighth Month    | 3:54     |  |

## Sencillos
| Fecha de lanzamiento | Lado A                    | Lado B                 | Número de grabación | Mejor puesto en el listado sueco |
| -------------------- | ------------------------- | ---------------------- | ------------------- | -------------------------------- |
| Septiembre de 1975   | Dom har glömt             | Gulleplutt             | CUS 301             | -                                |
| Noviembre de 1975    | S.O.S. (Versión en sueco) | Visa i åttonde månaden | CUS 303             | 4                                |

### Svensktoppen (Listas suecas)
| Entrada en listas       | Título                           | Mejor posición | Semanas en lista |
| ----------------------- | -------------------------------- | -------------- | ---------------- |
| 22 de noviembre de 1975 | S.O.S. (Versión en sueco)        | 1              | 11               |
| 13 de marzo de 1976     | Doktorn!                         | 5              | 9                |
| 17 de abril de 1976     | Tack för en underbar, vanlig dag | 5              | 11               |

## Personal
- Agnetha Fältskog – vocalista, productor
- Michael B. Tretow – ingeniero
- Sven-Olof Walldoff – orquesta
- Wlodek Gulgowski, Janne Schaffer, Sven-Olof Walldoff – arreglos
- Lars-Johan Roundqvist – idea y producción